# Johann Jakob Kredel
Johann Jakob Kredel (* 1. November 1835 in Michelstadt; † 5. September 1890 ebenda) war ein hessischer Bäckermeister, Politiker (NLP) und Abgeordneter der 2. Kammer der Landstände des Großherzogtums Hessen.
Johann Jakob Kredel war der Sohn des Bäckermeisters Johann Peter Kredel und dessen Ehefrau Dorothea, geborene Spiegel. Kredel, der evangelischen Glaubens war, war Bäckermeister in Michelstadt und heiratete dort am 14. November 1861 Anne Marie geborene Glenz (1840–1874).
Von 1884 bis zu seinem Tod 1890 gehörte er der Zweiten Kammer der Landstände an. Er wurde für den Wahlbezirk Starkenburg 2/Michelstadt gewählt. Er war daneben Bürgermeister in Michelstadt. Die Johann-Kredel-Straße in Michelstadt ist nach ihm benannt.